# Sinceny
 Sinceny  es una población y comuna francesa, en la región de Picardía, departamento de Aisne, en el distrito de Laon y cantón de Chauny.

## Demografía
| 2394 | 2273 | 2349 | 2221 | 2078 | 2158 |
| Para los censos de 1962 a 1999 la población legal corresponde a la población sin duplicidades (Fuente: INSEE [Consultar]) |      |      |      |      |      |